# The Diamond Collection
The Diamond Collection (с англ. — «Бриллиантовая коллекция») — первый сборник американского рэпера и певца Post Malone. Он был выпущен на лейблах Republic и Mercury Records 21 апреля 2023 года. Альбом содержит гостевые участия от Quavo, 21 Savage, Ty Dolla $ign и Swae Lee. Продюсерами выступили сам Malone, Rex Kudo, Metro Boomin, Фрэнк Дюкс, Луи Белл, Illangelo, Tank God, Картер Лэнг и Эндрю Уотт. Выпуск альбома был приурочен к тому, что Malone стал артистом с наибольшим количеством синглов, удостоенных бриллиантовых сертификаций Американской ассоциации звукозаписывающих компаний (RIAA). В альбом вошли синглы с его первых трёх студийных альбомов, Stoney (2016), Beerbongs & Bentleys (2018) и Hollywood’s Bleeding (2019), которые были удостоены бриллиантовой сертификации, а также его сингл 2023 года «Chemical», при этом в него не вошли композиции с его четвёртого и на тот момент самого последнего студийного альбома Twelve Carat Toothache (2022).

## Список композиций
| №                   | Название                                                            | Автор(ы)                                                                             | Продюсер(ы)                        | Длительность |
| ------------------- | ------------------------------------------------------------------- | ------------------------------------------------------------------------------------ | ---------------------------------- | ------------ |
| 1.                  | «White Iverson» (из Stoney, 2016)                                   | Остин Пост, Трокон Робертс, мл., Масамуне Кудо, Идан Калай и Андре Джексон           | Post Malone и Rex Kudo             | 4:16         |
| 2.                  | «Congratulations» (при участии Quavo; из Stoney, 2016)              | Пост, Куэйвиус Маршалл, Лиленд Уэйн, Адам Фини и Карл Розен                          | Metro Boomin, Фрэнк Дюкс и Белл[a] | 3:40         |
| 3.                  | «I Fall Apart» (из Stoney, 2016)                                    | Пост, Карло Монтаньезе и Уильям Уолш                                                 | Illangelo                          | 3:43         |
| 4.                  | «Rockstar» (при участии 21 Savage; из Beerbongs & Bentleys, 2018)   | Пост, Шайя Эйбрахам-Джозеф, Олуфунмиби Авошилей, Белл, Джо-Вон Виржини[b] и Розен[b] | Белл и Tank God                    | 3:38         |
| 5.                  | «Psycho» (при участии Ty Dolla Sign; из Beerbongs & Bentleys, 2018) | Пост, Тайрон Гриффин — младший, Белл и Розен[b]                                      | Белл и Malone                      | 3:41         |
| 6.                  | «Better Now» (из Beerbongs & Bentleys, 2018)                        | Пост, Белл, Фини, Уолш и Каан Гюнесберк                                              | Белл и Дюкс                        | 3:50         |
| 7.                  | «Sunflower» (совместно с Swae Lee; из Hollywood’s Bleeding, 2019)   | Пост, Халиф Браун, Белл, Картер Лэнг и Уолш                                          | Белл и Лэнг                        | 2:38         |
| 8.                  | «Circles» (из Hollywood’s Bleeding, 2019)                           | Пост, Белл, Фини, Уолш и Гюнесберк                                                   | Белл, Malone и Дюкс                | 3:34         |
| 9.                  | «Chemical» (из Austin, 2023)                                        | Пост, Эндрю Уотман, Белл и Уолш                                                      | Malone, Эндрю Уотт и Белл          | 3:05         |
| Общая длительность: | Общая длительность:                                                 | Общая длительность:                                                                  | Общая длительность:                | 32:07        |

Примечания
- ↑  означает дополнительного продюсера
- ↑  означает неуказанного автора

## Чарты
| Чарт (2023)                      | Высшая позиция |
| -------------------------------- | -------------- |
| Австралия (ARIA)                 | 16             |
| Канада (Canadian Albums Chart)   | 11             |
| Ирландия (Irish Albums Chart)    | 6              |
| Новая Зеландия (RMNZ)            | 4              |
| Великобритания (UK Albums Chart) | 15             |